# Mistrzostwa Polski w Szachach 2001
Mistrzostwa Polski w Szachach 2001 – turnieje szachowe, rozegrane w 2001 r. w Warszawie (mężczyźni) i Brzegu Dolnym (kobiety), mające na celu wyłonienie 58. mistrza Polski mężczyzn oraz 53. mistrzynię Polski kobiet. Oba turnieje rozegrano systemem kołowym z udziałem 14 zawodników i 11 zawodniczek.
Złote medale zdobyli: Robert Kempiński (2. raz w karierze) i Joanna Dworakowska (3. raz w karierze).

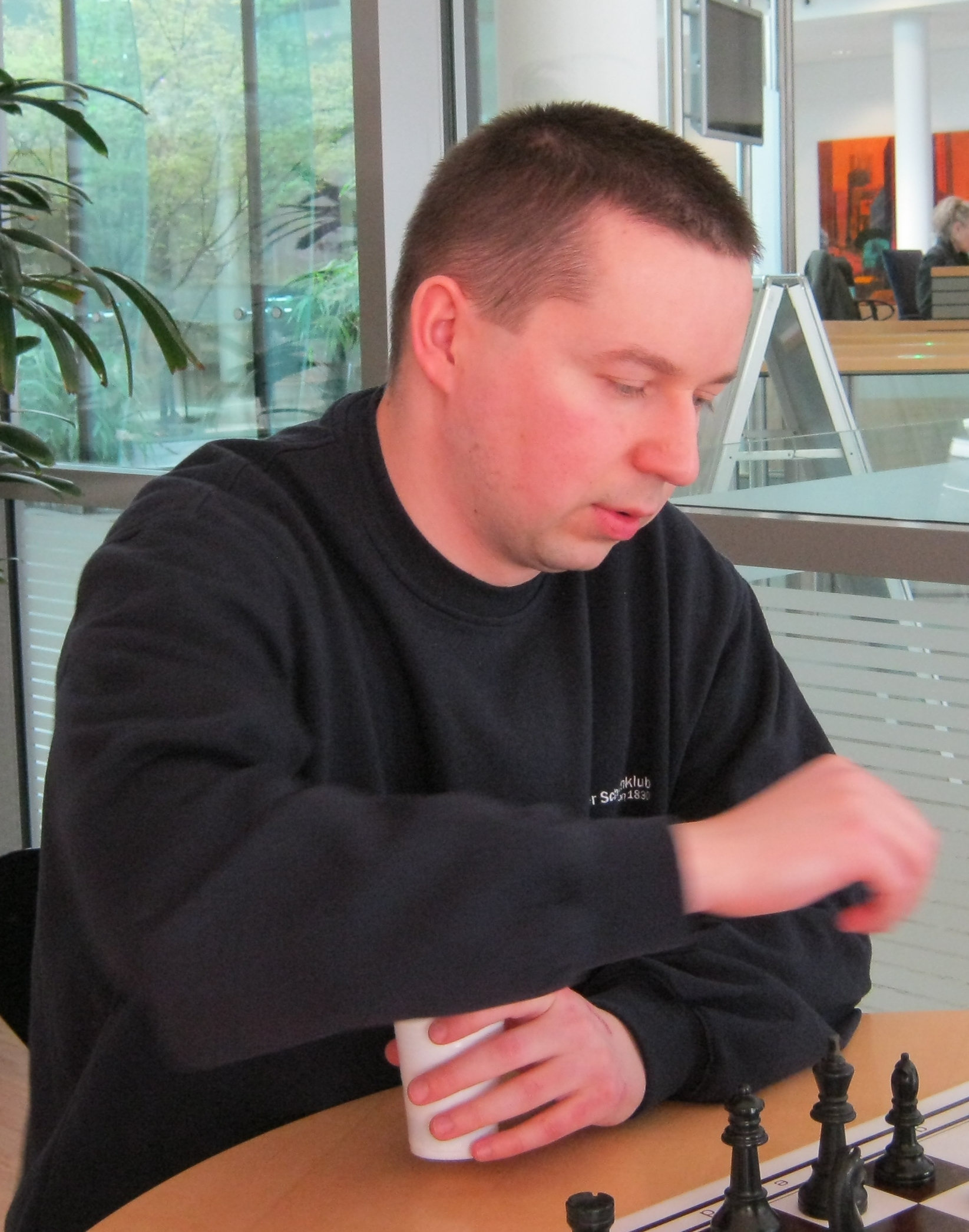
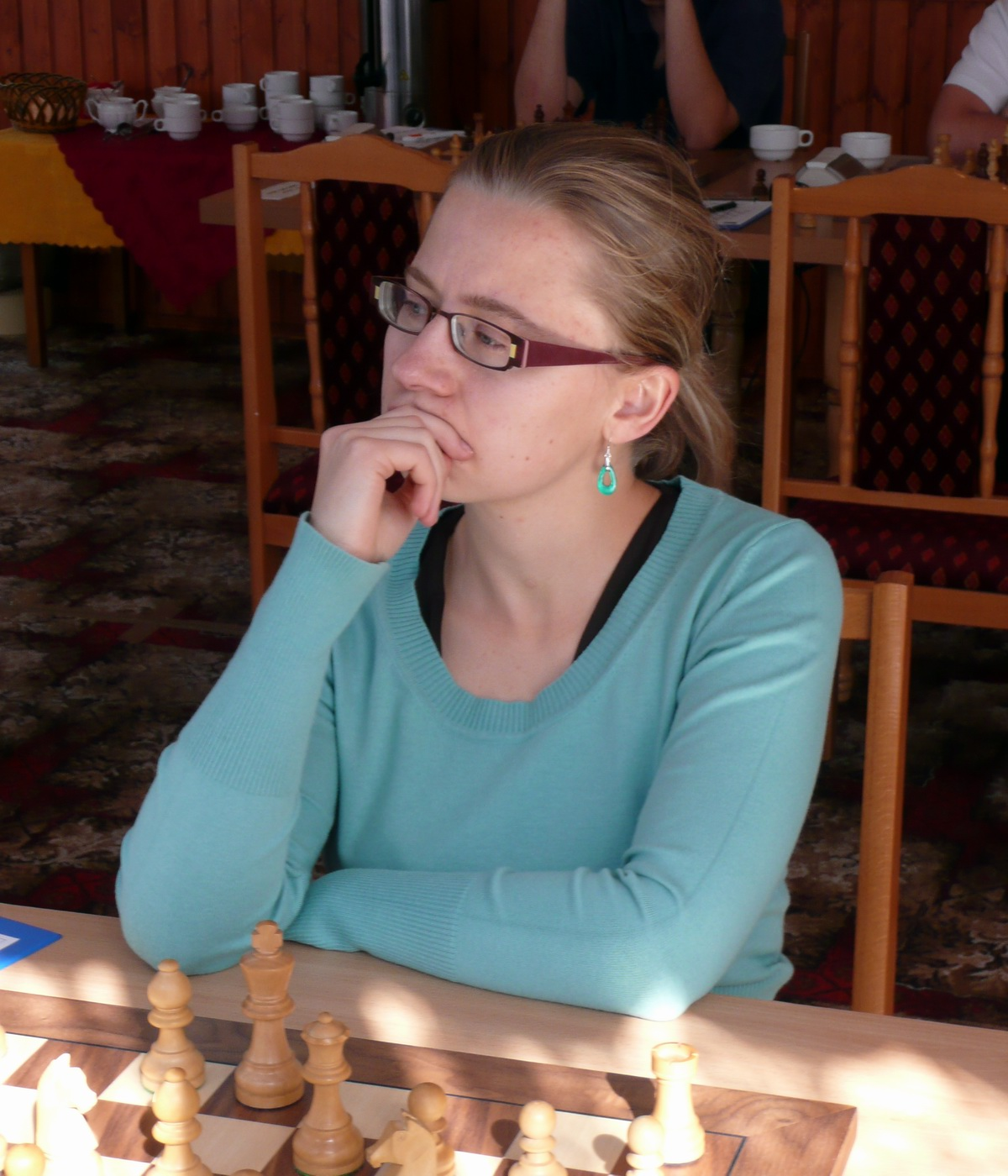

## Wyniki 58. Mistrzostw Polski Mężczyzn
Warszawa, 18 – 31 marca 2001
| Miejsce | Zawodnicy           | Ranking | 1 | 2 | 3 | 4 | 5 | 6 | 7 | 8 | 9 | 10 | 11 | 12 | 13 | 14 | Razem | Berger |
| ------- | ------------------- | ------- | - | - | - | - | - | - | - | - | - | -- | -- | -- | -- | -- | ----- | ------ |
| 1 – 2   | Robert Kempiński    | 2554    |   | ½ | 0 | 1 | 1 | ½ | ½ | ½ | ½ | ½  | 1  | ½  | 1  | 1  | 8½    | 51,25  |
| 1 – 2   | Michał Krasenkow    | 2658    | ½ |   | ½ | ½ | ½ | 1 | 0 | ½ | 1 | ½  | ½  | 1  | 1  | 1  | 8½    | 51,25  |
| brąz    | Łukasz Cyborowski   | 2437    | 1 | ½ |   | ½ | ½ | 1 | 1 | ½ | 0 | ½  | ½  | ½  | ½  | 1  | 8     |        |
| 4       | Tomasz Markowski    | 2595    | 0 | ½ | ½ |   | ½ | ½ | 1 | 1 | ½ | ½  | ½  | ½  | ½  | 1  | 7½    | 45,75  |
| 5       | Jacek Gdański       | 2548    | 0 | ½ | ½ | ½ |   | ½ | ½ | 1 | ½ | ½  | ½  | 1  | 1  | ½  | 7½    | 45,25  |
| 6       | Bartosz Soćko       | 2557    | ½ | 0 | 0 | ½ | ½ |   | ½ | ½ | ½ | ½  | 1  | 1  | 1  | 1  | 7½    | 42,50  |
| 7       | Paweł Jaracz        | 2477    | ½ | 1 | 0 | 0 | ½ | ½ |   | ½ | ½ | ½  | ½  | ½  | ½  | 1  | 6½    | 40,50  |
| 8       | Paweł Blehm         | 2512    | ½ | ½ | ½ | 0 | 0 | ½ | ½ |   | 1 | ½  | ½  | 1  | 0  | 1  | 6½    | 40,25  |
| 9       | Bartłomiej Macieja  | 2583    | ½ | 0 | 1 | ½ | ½ | ½ | ½ | 0 |   | ½  | ½  | 0  | 1  | 1  | 6½    | 40,00  |
| 10      | Mirosław Grabarczyk | 2495    | ½ | ½ | ½ | ½ | ½ | ½ | ½ | ½ | ½ |    | ½  | ½  | 0  | ½  | 6     |        |
| 11      | Robert Kuczyński    | 2504    | 0 | ½ | ½ | ½ | ½ | 0 | ½ | ½ | ½ | ½  |    | 1  | ½  | 0  | 5½    |        |
| 12      | Klaudiusz Urban     | 2434    | ½ | 0 | ½ | ½ | 0 | 0 | ½ | 0 | 1 | ½  | 0  |    | 1  | ½  | 5     |        |
| 13      | Mateusz Bartel      | 2392    | 0 | 0 | ½ | ½ | 0 | 0 | ½ | 1 | 0 | 1  | ½  | 0  |    | 0  | 4     |        |
| 14      | Grzegorz Gajewski   | 2352    | 0 | 0 | 0 | 0 | ½ | 0 | 0 | 0 | 0 | ½  | 1  | ½  | 1  |    | 3½    |        |

### Dogrywka
Warszawa, 31 marca 2001, 2 partie, szachy szybkie
| Miejsce | Zawodnicy        | Ranking | R1 | R2 | Razem |
| ------- | ---------------- | ------- | -- | -- | ----- |
| złoto   | Robert Kempiński | 2554    | 0  | 1  | 1     |
| srebro  | Michał Krasenkow | 2658    | 1  | 0  | 1     |

Mistrzem Polski został Robert Kempiński, który miał lepszy czwarty współczynnik wartościowania – wyższy średni ranking przeciwników
(zawodnicy mieli równą punktację Bergera, równą liczbę zwycięstw oraz zremisowali ze sobą w turnieju głównym).

## Wyniki 53. Mistrzostw Polski Kobiet
Brzeg Dolny, 25 września – 5 października 2001
| Miejsce | Zawodniczki        | Ranking | 1 | 2 | 3 | 4 | 5 | 6 | 7 | 8 | 9 | 10 | 11 | Razem | Berger |
| ------- | ------------------ | ------- | - | - | - | - | - | - | - | - | - | -- | -- | ----- | ------ |
|         | Joanna Dworakowska | 2350    |   | 1 | ½ | 1 | ½ | 0 | 1 | 1 | 1 | 1  | 1  | 8     |        |
|         | Monika Soćko       | 2389    | 0 |   | ½ | 1 | 1 | 1 | 0 | 1 | ½ | 1  | 1  | 7     |        |
|         | Barbara Grabarska  | 2253    | ½ | ½ |   | ½ | ½ | ½ | 1 | 1 | ½ | ½  | ½  | 6     | 28,75  |
| 4       | Edyta Andrzejewska | 2216    | 0 | 0 | ½ |   | 1 | 1 | 1 | 0 | ½ | 1  | 1  | 6     | 25,25  |
| 5       | Beata Kądziołka    | 2183    | ½ | 0 | ½ | 0 |   | ½ | ½ | 1 | 1 | ½  | 1  | 5½    |        |
| 6       | Katarzyna Toma     | 2181    | 1 | 0 | ½ | 0 | ½ |   | ½ | 0 | 1 | ½  | ½  | 4½    | 22,50  |
| 7       | Agnieszka Matras   | 2218    | 0 | 1 | 0 | 0 | ½ | ½ |   | 1 | 0 | ½  | 1  | 4½    | 20,50  |
| 8       | Monika Krupa       | 2307    | 0 | 0 | 0 | 1 | 0 | 1 | 0 |   | 1 | 1  | 0  | 4     |        |
| 9       | Jolanta Zawadzka   | 2183    | 0 | ½ | ½ | ½ | 0 | 0 | 1 | 0 |   | ½  | ½  | 3½    |        |
| 10      | Anna Kucypera      | 2168    | 0 | 0 | ½ | 0 | ½ | ½ | ½ | 0 | ½ |    | ½  | 3     | 13,50  |
| 11      | Dalia Blimke       | 2214    | 0 | 0 | ½ | 0 | 0 | ½ | 0 | 1 | ½ | ½  |    | 3     | 12,50  |